# Isil'kul'skij rajon
L'Isil'kul'skij rajon (in russo Исилькульский район?) è un rajon dell'Oblast' di Omsk, nella Russia asiatica; il capoluogo è Isil'kul'. Istituito nel 1924, ricopre una superficie di 2.800 chilometri quadrati e consta di una popolazione di circa 20.000 abitanti.